# Aruta
Aruta este un gen de molii din familia Lymantriinae.